# Mentalisme (illusionnisme)
Pour les articles homonymes, voir Mentalisme.

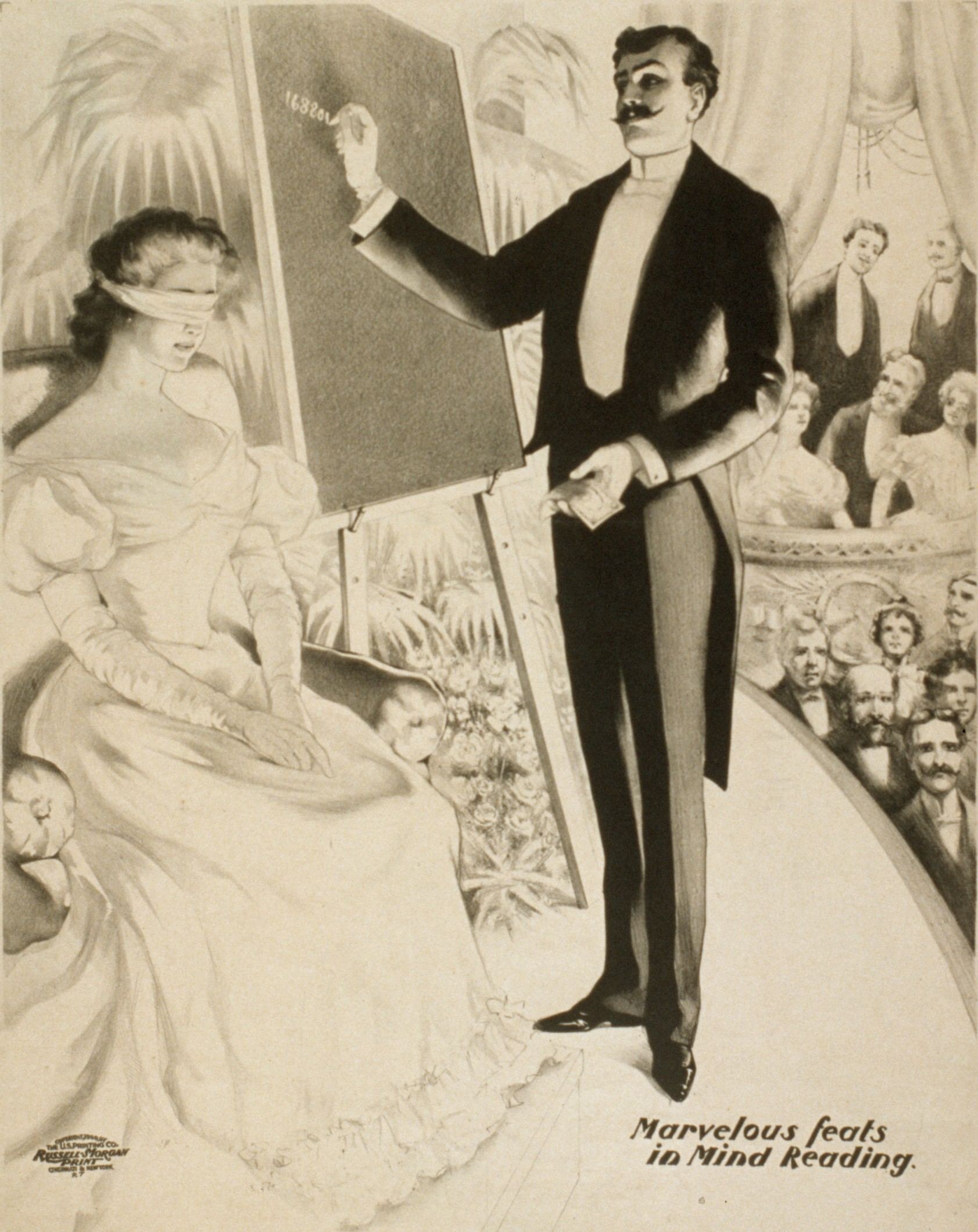
Affiche pour un spectacle de télépathie (1900).

Le mentalisme est un art du spectacle qui consiste à créer l'illusion de facultés paranormales ou d'une spécialisation dans la maîtrise des capacités mentales humaines (la télépathie, la psychokinésie, l'hypermnésie, la clairvoyance, etc.).

## Définition
Le mentalisme est un art du spectacle qui consiste à présenter des performances sur les thèmes de l'étrange et sur les facultés mentales.
Les mentalistes utilisent différentes techniques. Entre autres :
- la psychologie : déduction avec la lecture à froid, intuition, équivoque ;
- la suggestion : hypnose, lecture musculaire ;
- le développement de la mémoire : mnémotechnie, calcul rapide ;
- le développement des capacités sensorielles ;
- l'illusion : prestidigitation, manipulation, magie mentale.

## Différence entre mentalisme et magie mentale
La distinction entre ces deux termes n'est pas une évidence pour tout le monde et pourtant elle est fondamentale même si les choses commencent à évoluer notamment grâce à la magie nouvelle qui remet la « magie pure » sur le devant de la scène.
Bob Cassidy définit la différence ainsi dans un des ouvrages fondateurs du mentalisme moderne :
« Le mentalisme pur produit exactement le même effet que ce que j'appellerais la « magie pure », très directe et apparemment impromptue. Beaucoup de spectateurs peuvent croire qu'ils ont assisté à de la magie pour de vrai. La magie mentale et la plupart des spectacles de magie quant à eux apparaissent à l'évidence comme des illusions ou des effets spéciaux, intéressants sur les plans visuels et intellectuels mais néanmoins généralement perçus comme des tours de magie. [...] Le mentalisme et la magie mentale sont donc des formes de divertissement distinctes, ne suscitant pas les mêmes perceptions ni les mêmes réactions du public. Le mentaliste a une responsabilité éthique que n'a pas l’illusionniste ou le magicien présentant de la magie mentale. En effet, il est en mesure d'amener les gens à croire, et donc à se fier, parfois à leurs dépens, à ses pouvoirs supposés. »

## Grands courants
On retrouve deux grands courants à travers l'histoire du mentalisme :
- l'approche psychique qui se base sur la possession de dons paranormaux ;
- l'approche psychologique qui consiste à utiliser un vernis scientifique.

Les présentations ont évolué avec les mentalités selon les lieux et époques respectives (avancées de la science, rationalisme et esprit critique, courants de pensée dominants dans la communauté des illusionnistes). Par exemple, l'approche psychique a presque totalement disparu en Europe alors qu'elle reste d'actualité aux États-Unis, où il n'est pas rare d'avoir des émissions avec des médiums comme John Edward.
Les livres Psychic Paradox de John Booth ainsi que The Mind Readers: Masters of Deception de William V. Rauscher retracent les débuts de l'histoire du mentalisme spirite. On pourra citer de grands noms comme les sœurs Fox, les frères Davenport, Alexander, Joseph Dunninger qui était connu pour reproduire les expériences des faux médiums de l'époque pour les confondre, et plus récemment Uri Geller.
Le mentalisme a eu des périodes de mode et de vide. Entre les années 70 et 80, on pouvait en compter une dizaine par pays avant que le succès de personnes comme l'artiste Max Maven et Uri Geller ne vienne redonner un souffle à la profession, suivi par les émissions Street Magic and Magic Man de David Blaine en 1997, Mind control de Derren Brown en 2000 puis la série télévisée Mentalist à partir de 2008.
La France a eu aussi ses vedettes à l'instar du couple Myr et Myroska dans les années 40 à 80, Gary Kurtz en 2002, Fabien Olicard.
Pour ce qui est de l'approche dite psychologique, on la doit à des mentalistes comme Al Koran, Ned Rutledge, Chan Canasta et plus récemment Banachek qui est le père moderne de cette approche dont le mentaliste Derren Brown se réclame avec des inspirations notamment du côté de Chan Canasta.

## Histoire
L'histoire du mentalisme est à la fois riche et complexe et il n'existe à l'heure actuelle pas d'ouvrage qui retrace de façon exhaustive le sujet. La difficulté résulte à définir le champ d'action de ce que l'on nomme mentalisme. En effet, si l'on se concentre uniquement sur les effets, expériences, trucages connus on retrouve des traces dans les pratiques des faux prophètes de l'Antiquité gréco-romaine et du Moyen Âge islamique.

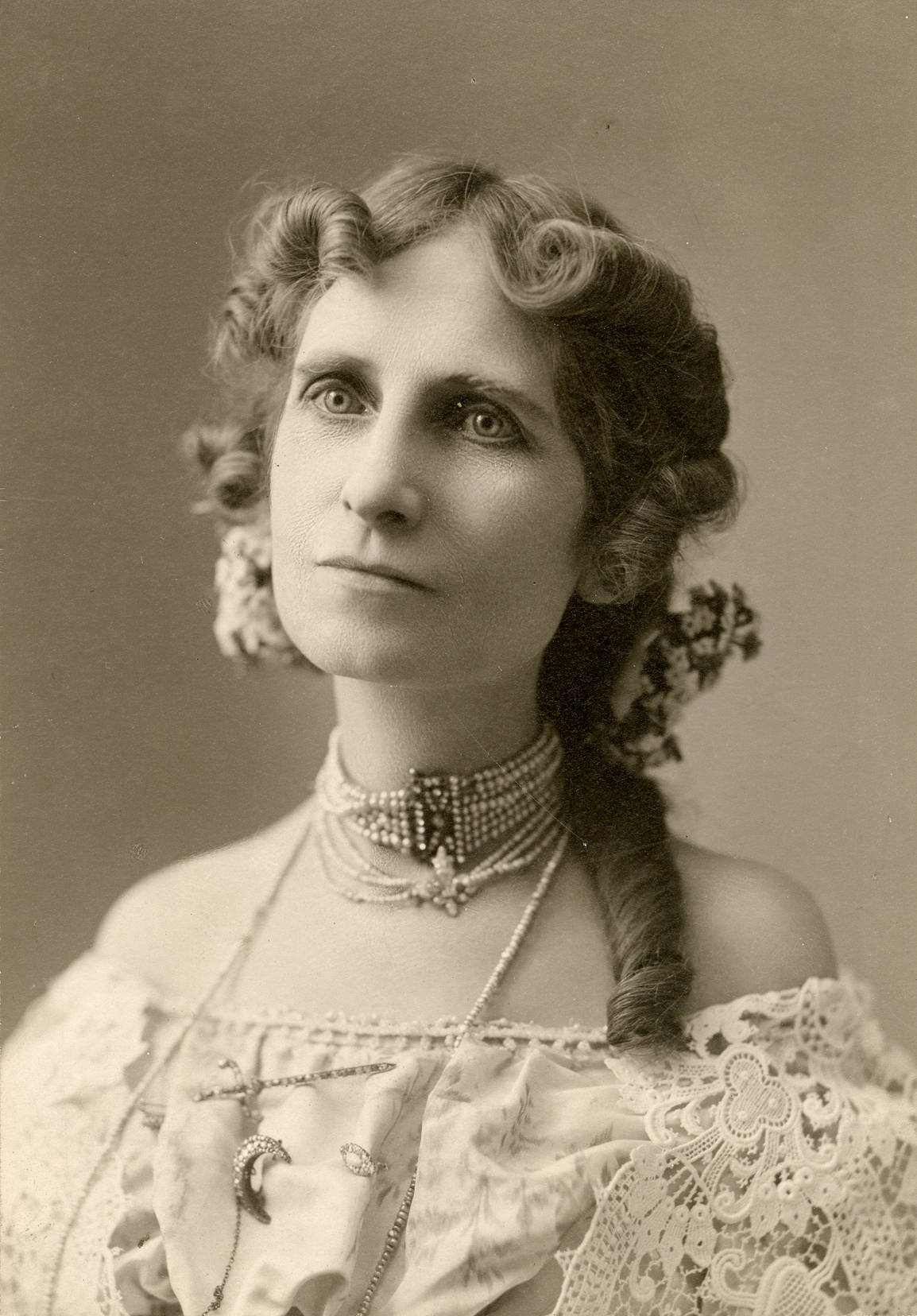
Anna Eva Fay

Cet axe a été étudié de façon très riche par Fañch Guillemin et Pierre Taillefer, deux historiens de l’illusionnisme Français, dans leur ouvrage Mentalistes de jadis.
Le terme mentalisme en lui-même fut d'abord un concept philosophique, récupéré en 1808 dans la littérature ésotérique, repris en 1901 par un mouvement populaire de développement personnel dirigé par Victor Segno dont l'ancien mentaliste de spectacle Pascal de Clermont se fait l'émissaire contemporain. On retrouve finalement des traces du terme pour la première fois publiquement utilisé dans son sens actuel dans un journal de New York dans une publicité pour la prétendue médium Peapl Tangley connue comme étant une protégée de la médium Anna Eva Fay. La connaissance de l’existence du journal provient d'une requête du mentaliste Bob Cassidy aux archives de l'éditeur de dictionnaire Merriam Webster (depuis 1828), les résultats de cette recherche sont consignés dans son ouvrage 21st Century Q and A.
Fañch Guillemin date l'usage par les illusionnistes américains et nationaux à 1925.
La revue Jinx introduit le terme dès 1935 et fait la distinction avec la magie dès 1936.

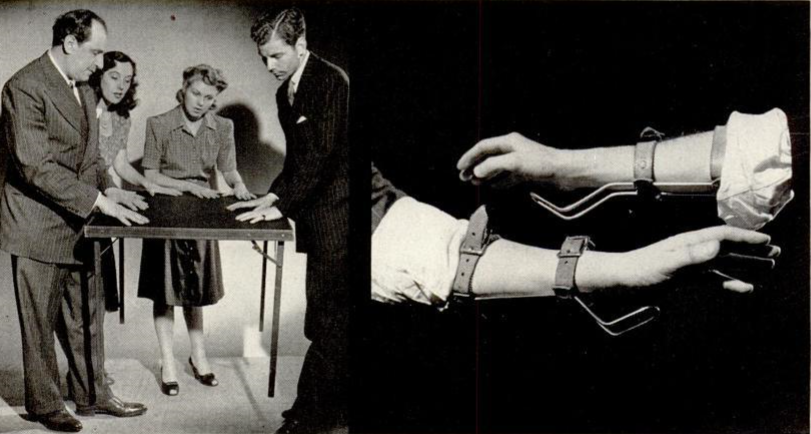
Joseph Dunninger lévitation spirite

Le terme mentaliste était utilisé d'un côté par des médiums et psychiques qui prétendaient posséder des pouvoirs sur scène, allant jusqu'à attaquer la concurrence et de l'autre des illusionnistes qui reproduisaient et exposaient les trucs utilisés. Le terme finit par se démocratiser auprès du grand public par le biais de la télévision et de la radio grâce à Joseph Dunninger, un ami de Harry Houdini qui suivit les traces de ce dernier dans sa croisade contre les faux-médiums et psychiques avec un talent égal pour la publicité.
Dès lors, il n'est pas étonnant de trouver des quiproquos sur les origines du mentalisme selon que l'on souhaite traiter le sujet en se basant sur l'antériorité des expériences, l'antériorité de l'utilisation du terme ou la contribution aux outils et méthodes qui pour une partie proviennent du monde des médiums et psychiques frauduleux. Ce flou a permis à la discipline de jouer sur l’ambiguïté et voir émerger différents courants de pensées et visions du mentalisme se réclamant ou non de l’illusionnisme pour des raisons philosophiques, marketing, pour s'émanciper du monde du divertissement ou pour des raisons de rejet d'une communauté jugée par certains incapable de comprendre les différences entre présenter de la magie et du mentalisme.
Max Maven disait : «Les magiciens du 20e siècle ont réussi à faire quelque chose de plutôt incroyable. Ils ont pris quelque chose d'intrinsèquement profond, et l'ont rendu insignifiant et trivial.
En 2003, Kerry Richarson a produit une série de 6 épisodes sur l'histoire de la magie dont le mentalisme pour BBC2.

### Avant leXVIesiècle
Certaines techniques anciennes du mentalisme étaient utilisées par certains magiciens et habiles manipulateurs depuis très longtemps. La création de l'illusion de la perception d'objets avec les yeux bandés serait très ancienne, sans que l'on sache vraiment donner une période.

### En 1871

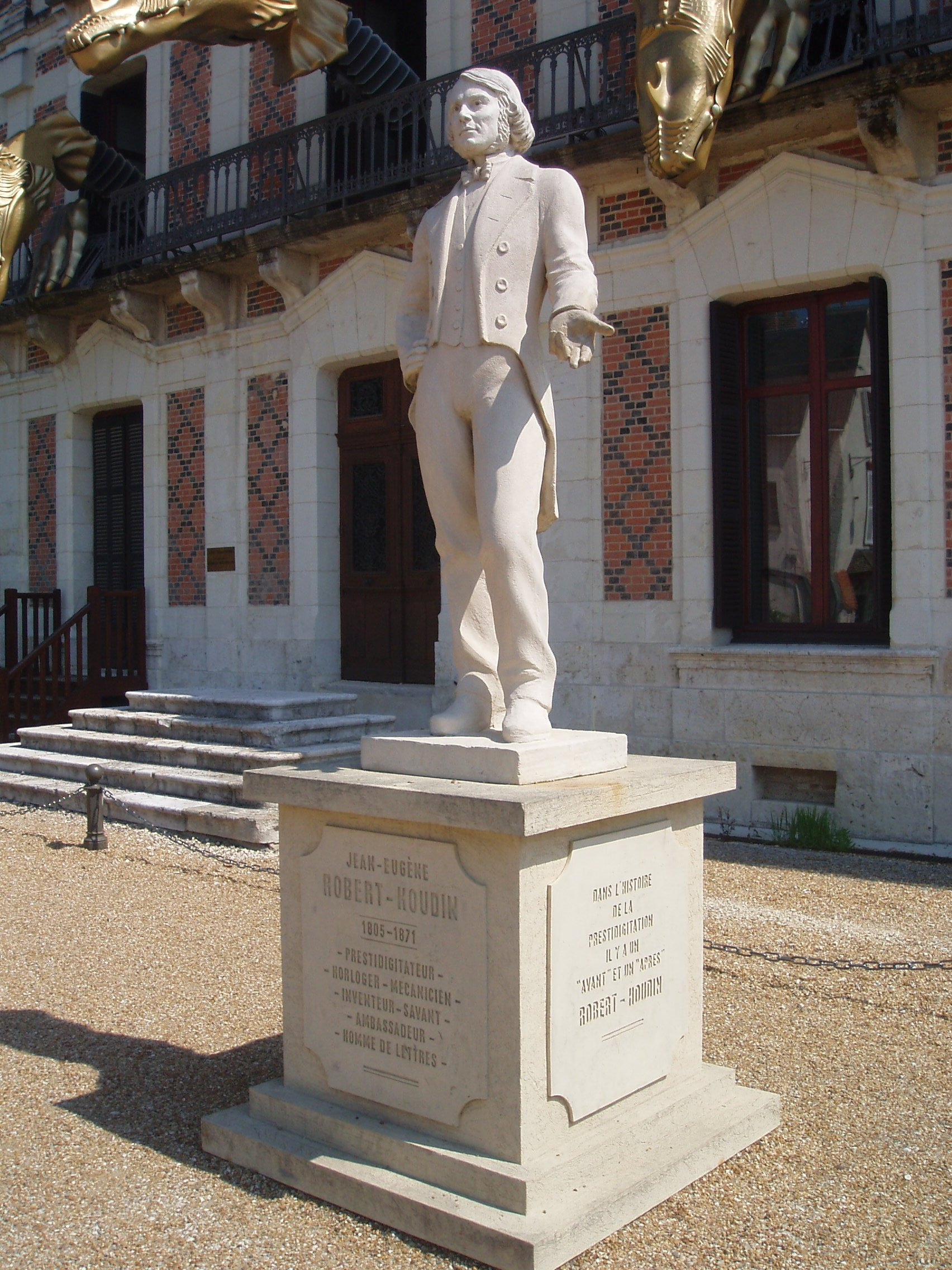
Jean Eugène Robert-Houdin, l'un des inventeurs de nombreux tours fondés sur l'illusion de la force mentale (statue devant la Maison de la magie à Blois).

Dans son livre Comment on devient sorcier, Jean-Eugène Robert-Houdin, père de la prestidigitation contemporaine, en fait la description avec force détails.
Robert-Houdin avait donné le nom de « prestidigitation de l'esprit » à des expériences de cette nature qu'il avait vues réaliser par Alfred de Caston. Il définissait cette pratique comme une « influence matérielle sur la volonté des spectateurs ; pensée prévue par d'ingénieux diagnostics, et souvent forcée par des subtilités fort habiles. »

### Depuis leXXesiècle
Certains mentalistes complètent leurs connaissances du divertissement scénique par d'autres liées à la psychologie et à la communication. Certains interviennent dans les entreprises comme conseillers en communication, associant leurs compétences acquises dans ce domaine aux techniques propres au mentalisme (utilisées dans ce cas comme des outils métaphoriques et pédagogiques).

## Mentalistes célèbres
Mentalistes célèbres de par leur reconnaissance auprès du grand public ou auprès de la communauté (liste non exhaustive).

L'une des plus anciennes associations de mentalistes (PEA : Psychic entertainers association fondée en 1978) met à disposition une liste non exhaustive de ses membres. À noter que certains noms sont des pseudonymes comme il est courant de le faire dans le milieu du spectacle.
- Alexander (mentaliste)  (États-Unis)
- Derren Brown (Royaume-Uni)
- Colin Cloud (en) (Royaume-Uni)
- Oz Pearlman (en) (États-Unis)
- Kreskin (en) (États-Unis)
- Uri Geller (Israël)
- Richard Osterlind (en) (États-Unis)
- Bob Robert Cassidy (États-Unis)
- Theodore Annemann (en) (États-Unis)
- Washington Irving Bishop (en) (États-Unis)
- Banachek (États-Unis)
- Keith Barry (en) (Irlande)
- Wolf Messing (Russie)
- Erik Jan Hanussen (Allemagne)
- Myr et Myroska (France)

## Mentalisme et utilité sociale
Au-delà d'être un pur produit de spectacle et de divertissement qui va chercher à divertir et jouer avec les croyances des spectateurs allant parfois jusqu'à causer quelques polémiques, le mentalisme de spectacle est une discipline qui comporte un ensemble de connaissances et savoir-faire qui s'avèrent parfois utiles à la société.
L'un des exemples les plus anciens s'avère être la croisade de l’illusionniste Harry Houdini contre les faux médiums.

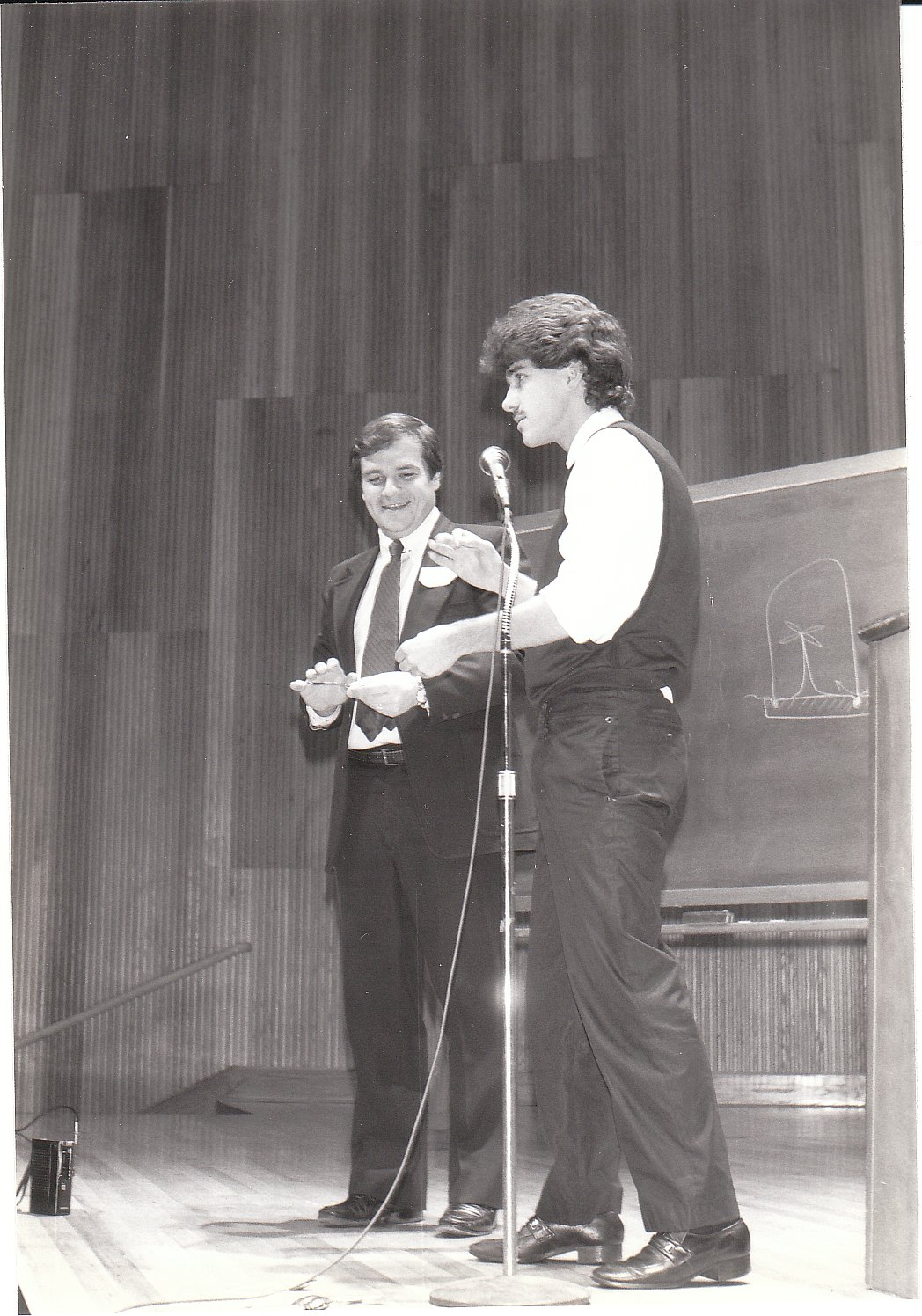
Banachek alias Steven Shaw lors du projet alpha

Plus récemment, aux États-Unis, l'entreprise déployée par  James Randi dans le cadre notamment du Projet Alpha et de sa bataille contre Uri Geller. Pour démasquer les charlatans, il est  nécessaire de penser comme eux et connaître les ruses anciennes et nouvelles  qui peuvent être déployées pour tromper le public ou les scientifiques. L'expertise d’illusionnistes est alors souhaitée mais pas suffisante pour être rigoureux lors d'une sortie du champ des compétences (vulgarisation scientifique sur des sujets précis). À la suite du décès de James Randi en 2020 c'est son disciple du Projet Alpha Banachek qui prit le relais.
En France, c'est l’illusionniste Gérard Majax qui avec le mouvement Zététique proposa son expertise pour traiter ces questions notamment dans les affaires Uri Geller et Jean-Pierre Girard.
En Angleterre, on retrouve des mentalistes engagés dans les milieux sceptiques comme Derren Brown ou Ian Rowland et ses ouvrages de vulgarisation des techniques de voyance.
Aux États-Unis, les sceptiques et magiciens Penn and Teller et leur émission Bullshit.
À noter que certaines émissions, croisades ont été critiquées pour leur manque ou absence de rigueur scientifique avec des argumentaires parfois biaisés.
Les champs d'expertise sont souvent la communication non verbale, l'hypnose, la mnémotechnie.
On peut citer les exemples français de Raymi Phénix formateur en hypnose de spectacle et hypnose thérapeutique depuis plus de 30 ans ainsi que des personnes comme Fabien Olicard qui se sont spécialisés dans les conférences sur la mnémotechnie.
Finalement, on peut citer des expertises atypiques comme celle du mentaliste, tarologue et chasseur de fantômes Erick Fearson qui propose des audits pour expliquer rationnellement les phénomènes inexpliqués rencontrés par des particuliers dans des lieux supposément hantés.

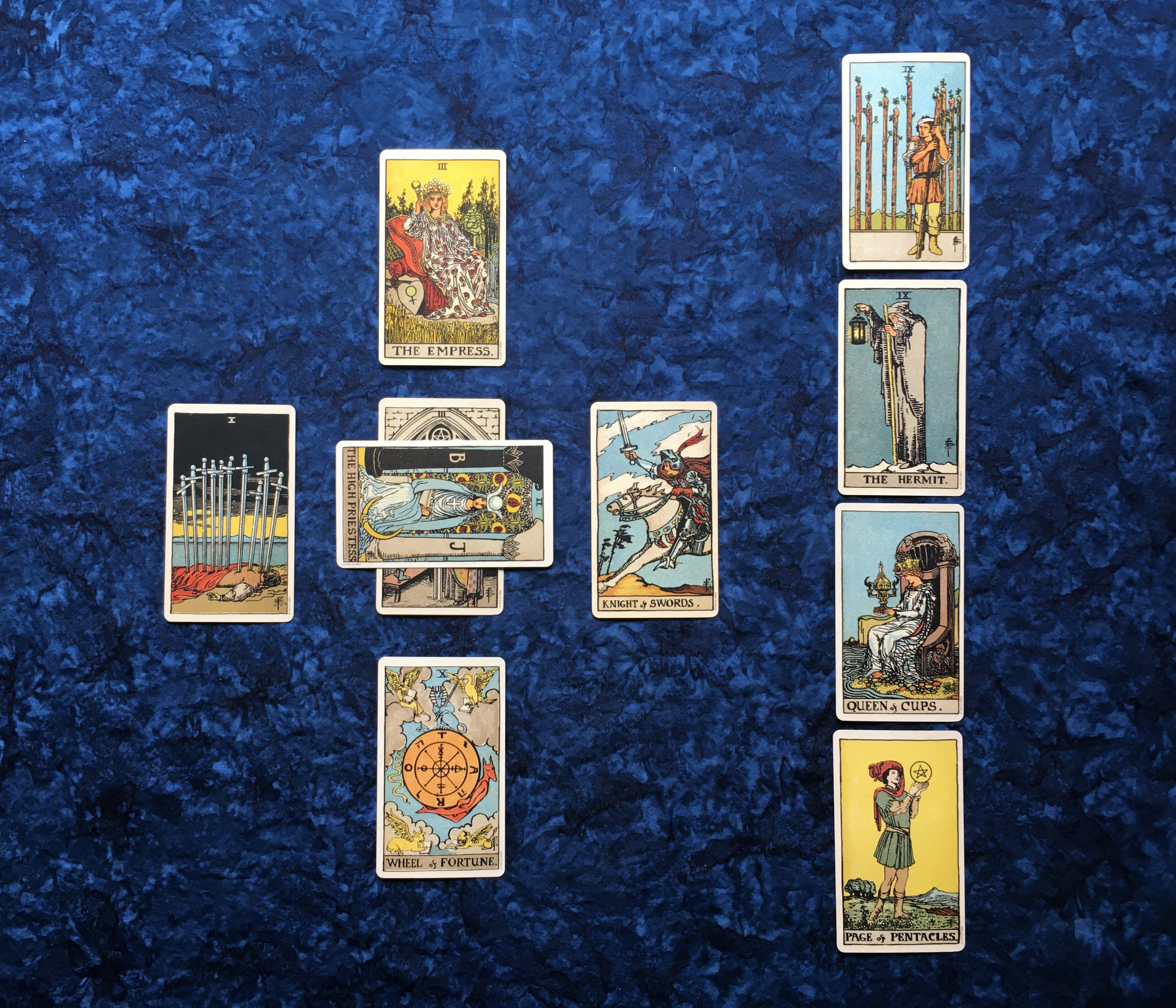
tarot

Le même Erick Fearson est l'un des rares mentalistes français à pratiquer l'activité décriée et invalidée par la science sur ses capacités prédictives qu'est la voyance contrairement par exemple au concept de superforecasters. La voyance accompagnée de la lecture à froid est une discipline à part  qui rentre souvent dans le champ de compétences des mentalistes. Sans forcément révolutionner ce qui existait avant, cet art étant très ancien, des mentalistes comme Ian Rowland ont contribué à la littérature sur le sujet pour comprendre les mécaniques utilisés par certains voyants et psychiques. D'autres approches ont été explorées comme les approches déductives basées sur les statistiques traitées par Angelo Stagnaro, celles basées sur l'effet barnum recensées par Rudy Hunter et des approches intuitives que l'on retrouve plutôt dans les rayons ésotériques des librairies comme celles de Enrique Enriquez.
Le marché de la voyance attire et génère beaucoup d'argent, les escroqueries sont donc légions. La discipline est mal vue, on touche un domaine avec des gens qui viennent se confier, demander des conseils sur des choix importants de leur vie, souvent fragilisée et il est légitime de s'inquiéter de confier ce type de profils à des personnes qui ne sont pas thérapeutes et n'ont pas forcément conscience de l'influence qu'ils peuvent avoir et biais cognitifs dangereux comme les prophéties auto-réalisatrices. Cependant, la littérature mentaliste sur le sujet est majoritairement sérieuse et s'évertue à mettre l'accent sur les questions d'éthique, de responsabilité, l'influence que les mots peuvent avoir, les sujets à ne pas aborder et où il est recommandé de diriger la personne vers un spécialiste reconnu comme un psychologue, médecin, etc. ainsi que le fait de toujours laisser la personne dans un état aussi positif voire encore meilleur que lorsqu'elle est arrivée.

## Critiques du mentalisme
Ce qui fait la force du mentalisme est aussi une de ses faiblesses à savoir jouer avec les croyances des spectateurs pour les faire rêver dépassant parfois le simple concept de suspension consentie de l'incrédulité qui commence au début du spectacle pour se terminer à sa fin.
En effet, la frontière entre le personnage joué et l'acteur est parfois poreuse (Derren Brown) ou inexistante (Uri Geller) et le mystère laissé par les mentalistes sur les méthodes employées ou les fausses explications parfois dispensées implicitement ou explicitement peuvent créer, maintenir, voire renforcer du doute et des croyances y compris au sein de la communauté illusionniste pourtant maître dans l'art de la tromperie. Le danger étant que des gourous des pseudo-sciences et du paranormal se servent de mentalistes comme cautions pour valider leurs idées et théories, obligeant parfois certains mentalistes à réagir dans des publications. Ainsi, l'équilibre est difficile à trouver et des professionnels recommandent souvent de ne rien insinuer mais laisser les spectateurs puiser dans leurs propres systèmes de croyances afin de trouver leurs propres explications.
Il faut rappeler que c'est un art où les secrets se vendent dans des ouvrages, vidéos ou lors de conférences et où d'autres secrets restent mystérieux, contribuant au succès de leurs créateurs qui mystifient leur public et leurs pairs au théâtre ou dans des shows télévisés comme l'émission de Penn and Teller : Fool us.
Une autre critique portée par des sceptiques et illusionnistes trouve sa place sur l'utilisation qui est faite de techniques de mentalisme en dehors du champ du divertissement et parfois contrairement à l'éthique portée par le milieu. Pour ne citer que quelques exemples, la vente de produits ou les services considérés comme étant liés au charlatanisme (radiesthésie, médium, voyance). Il n'est pourtant pas rare que les mentalistes se passionnent pour la parapsychologie et cherchent par ce biais à séparer les illusions de phénomènes qui peuvent s'avérer réels et sont étudiés par les chercheurs spécialisés avec les critiques que l'on connait sur la discipline et la psychologie en général (crise de réplications, usage des statistiques et de la « valeur p »).